# Don Murray
Donald Patrick Murray, mais conhecido como Don Murray (Hollywood, 31 de julho de 1929 – 2 de fevereiro de 2024) foi um ator estadunidense, com longa carreira no cinema e na televisão.
Em 1957 foi indicado ao Oscar de melhor ator coadjuvante, e ao BAFTA na categoria de ator mais promissor, por sua atuação em Bus Stop (1956), de Joshua Logan, e onde contracenou com Marilyn Monroe. Outros filmes importantes de sua carreira são The Bachelor Party (1957), A Hatful of Rain (1957), These Thousand Hills (1959), Shake Hands with the Devil (1959), Hoodlum Priest (1961), Advise & Consent (1962), Baby the Rain Must Fall (1965), The Plainsman (1966), Conquest of the Planet of the Apes (1972), Endless Love (1981), Peggy Sue Got Married (1986) e Made in Heaven (1987).
Foi casado com a atriz Hope Lange, de 1956 a 1961, e com ela teve dois filhos. Desde 1962 esteve casado com Bettie Johnson, e eles têm três filhos.
Tem uma estrela na Calçada da Fama, em 6385 Hollywood Blvd.

## Morte
Murray morreu no dia 2 de fevereiro de 2024, aos 92 anos.